# Повељано Веронезе
Повељано Веронезе (итал. Povegliano Veronese) је насеље у Италији у округу Верона, региону Венето.
Према процени из 2011. у насељу је живело 6113 становника. Насеље се налази на надморској висини од 48 м.

## Становништво
Према резултатима пописа становништва 2011. у општини је живело 7.113 становника.
| 1931. | 1936. | 1951. | 1961. | 1971. | 1981. | 1991. | 2001. | 2011. |
| ----- | ----- | ----- | ----- | ----- | ----- | ----- | ----- | ----- |
| 3.485 | 3.672 | 4.089 | 4.137 | 4.334 | 5.262 | 5.709 | 6.567 | 7.113 |

## Партнерски градови
- Крнов